# Fakulta humanitních studií Univerzity Karlovy
Fakulta humanitních studií Univerzity Karlovy (FHS UK) je nejmladší fakulta Karlovy univerzity. Vznikla 1. srpna 2000 z Institutu základů vzdělanosti (IZV) téže univerzity a sídlí v Praze. 
Nabízí studium v bakalářském, navazujícím magisterském a doktorském studiu v řadě humanitních a společenskovědních oborů, některé z nich i v cizích jazycích. V roce 2019 měla 2647 studentů. Páteří vědecké a výzkumné činnosti fakulty je oblast sociální a kulturní antropologie.

## Historie
Předchůdcem FHS byl Institut základů vzdělanosti, založený roku 1990 jako součást UK. Pod vedením svého ředitele doc. Zdeňka Pince otevřel v roce 1993 bakalářský a tři navazující magisterské programy celkem se třemi stovkami studentů. Když byl v roce 2000 převeden do nově založené FHS, měl něco přes 900 studentů.
Prvním děkanem fakulty se stal prof. Jan Sokol. Od roku 2002 měla fakulta další magisterské i první doktorský program, k němuž pak přibyly další dva a v roce 2007 habilitační a profesorské oprávnění. Roku 2007 byl děkanem zvolen doc. Ladislav Benyovszky a roku 2015 Ing. arch. PhDr. Marie Pětová. V roce 2023 se děkankou stala doc. Věra Sokolová.
IZV sídlil v Legerově ulici v budově někdejšího Borůvkova sanatoria, patřící tehdy AV ČR. Současně se založením fakulty roku 2000 se přestěhoval do nové budovy UK v Praze-Jinonicích. Vzhledem k růstu počtu studentů a k tísnivým prostorovým podmínkám se většina magisterských oborů přestěhovala do najatých prostor na několika místech v Praze. 15. září 2020 se po mnohaletém plánování a vyjednávání otevřela nově rekonstruovaná budova někdejší menzy u kolejí 17. listopadu v lokalitě Pelc-Tyrolka, kam se všechna pracoviště fakulty včetně knihovny mohla přestěhovat.

## Studium
| Typ studia | 2001 | 2002 | 2003 | 2004 | 2005 | 2006 | 2007 | 2008 | 2009 |
| ---------- | ---- | ---- | ---- | ---- | ---- | ---- | ---- | ---- | ---- |
| Bc.        | 943  | 1080 | 1268 | 1339 | 1434 | 1528 | 1509 | 1605 | 1643 |
| Mgr.       | 102  | 219  | 295  | 296  | 347  | 397  | 478  | 608  | 667  |
| Ph.D.      | 0    | 18   | 39   | 45   | 53   | 80   | 99   | 113  | 135  |
| Celkem     | 1045 | 1317 | 1602 | 1680 | 1834 | 2005 | 2086 | 2326 | 2445 |

Všechny studijní obory FHS odpovídají dělenému studiu podle boloňského modelu. Na podporu studia fakulta bohatě využívá možností internetu: studijní evidence, přihlašování, podávání i opravování písemných prací, elektronická knihovna textů i nahrávky velkých přednášek jsou studentům přístupné kdykoli a odkudkoli.

### Bakalářské studium
Fakulta nabízí studijní program Studium humanitní vzdělanosti, v prezenční i kombinované formě studia a v českém i anglickém jazyce. Tento program odpovídá představě „liberálního studia“ (liberal education) s individuální volbou studijních předmětů pod vedením tutora. Student musí v každém ročníku dosáhnout 60 (resp. 50) kreditů, jinak si přednášky, semináře atd. volí svobodně z nabídky FHS i jiných fakult UK. V průběhu studia musí kromě toho každý student absolvovat souborné zkoušky z filosofie, historie, sociologie, psychologie, ekonomie a antropologie, přeložit odborný text ze zvoleného cizího jazyka a obhájit bakalářskou práci.

#### Přijímací řízení
Přijímací řízení je jednokolové a písemné a ověřuje pasivní znalost zvoleného cizího jazyka (en, de, fr), a to vlastním výkladem vybraného úryvku odborného textu do češtiny a odpovědí na tři otázky na obsah tohoto textu.

#### Studentský život
Na FHS působí studentský filmový klub, smíšený pěvecký sbor a vychází studentský časopis Humr – Humanitní revue studentů FHS UK. Od roku 2008 pořádají studenti pravidelné fakultní plesy. Taneční kurzy pro své spolužáky pořádá Klub přátel tance. Studenti také pravidelně pořádají sezení zvané PHS (Pivo hledající smysl). Na podzim roku 2009 studenti založili občanské sdružení Studenti FHS UK, o.s., jehož existence má podpořit rozvoj stávajících studentských projektů a také má napomoci vzniku a rozvoji dalších aktivit ze strany studentů a studentek.
Fakulta pořádá každoročně studentské poznávací zájezdy do různých kulturně a historicky zajímavých oblastí Evropy a studentské terénní praxe v etnologii, v archeologii, v ekologii aj. 

### Magisterské studium
FHS nabízí dvouleté navazující magisterské studium v těchto oborech:
- Elektronická kultura a sémiotika (prezenční)
- Evropské kulturní a duchovní dějiny (prezenční)
- Dějiny moderní evropské kultury (od akademického roku 2019/2020)
- Genderová studia (prezenční i kombinované)
- Gender Studies (výuka v AJ)
- Historická sociologie (prezenční i kombinované)
- Historical Sociology (výuka v AJ)
- Německá a francouzská filosofie (prezenční)
- Filosofie v kontextu humanitních věd (od akademického roku 2019/2020)
- Deutsche und Französische Philosophie (výuka v NJ)
- Master Erasmus Mundus EuroPhilosophie  (výuka v NJ a FJ, program Erasmus Mundus )
- Obecná antropologie - integrální studium člověka (prezenční)
- Antropologická studia (od akademického roku 2019/2020)
- Orální historie – Soudobé dějiny (prezenční i kombinované)
- Oral History - Contemporary History (výuka v AJ)
- Řízení a supervize v sociálních a zdravotnických organizacích (prezenční i kombinované)
- Sociální a kulturní ekologie (prezenční)
- Studium občanského sektoru (prezenční i kombinované)
- Teoreticko-výzkumná psychologie (prezenční)

Od roku 2007 se FHS podílí na mezinárodním magisterském studijním programu moderní filosofie ve francouzštině a němčině v rámci Erasmus Mundus.

### Doktorské studium
Postgraduální doktorské studium v prezenční i kombinované formě:
- Aplikovaná etika (také anglicky)
- Sociální ekologie (dříve environmentální studia) (také anglicky)
- Historická sociologie (také anglicky)
- Integrální studium člověka – obecná antropologie (také anglicky)
- Německá a francouzská filozofie (také německy a francouzsky)
- Sémiotika a filozofie komunikace (také francouzsky)
- Studia občanského sektoru (také anglicky)
- Studia dlouhověkosti (také anglicky)

### Habilitační oprávnění
Od roku 2007 má fakulta oprávnění pro habilitační a profesorská řízení v oboru sociální antropologie.

### Celoživotní vzdělávání
FHS provozuje program celoživotního vzdělávání v oboru Základy humanitní vzdělanosti, který připravuje pro bakalářské studium, program Univerzity třetího věku a ve spolupráci nabízí i další formy vzdělávání.

## Vědecká činnost
Vědecká a výzkumná činnost pracovníků fakulty se soustřeďuje do různých oblastí kulturní, sociální, filosofické a historické antropologie, etologie, genderu a životního prostředí.
V roce 2019 publikovali pracovníci FHS 548 položek, z toho 19 monografií a 16 článků v impaktovaných časopisech a řešili 22 grantů v celkovém objemu přes 10 mil. Kč.
V letech 2000–2004 byla FHS nositelem programu výchovy mladých vědeckých pracovníků v oboru historické antropologie (Wissenschaftskolleg, společně s Univerzitou Saarbrücken, SRN). V letech 1999–2004 byla sídlem antropologické a etnologické části Centra pro výzkum vývoje osobnosti a etnicity (společně s Fakultou sociálních studií MU Brno). Od roku 2005 byla FHS řešitelem výzkumného záměru „Antropologie komunikace a adaptace“ (společně s katedrou antropologie Přírodovědecké fakulty UK). Pracovníci fakulty kromě toho řešili několik desítek domácích i zahraničních grantů, tři programy EU a od roku 2008 se účastní Sedmého rámcového programu EU.
Kromě toho se pracovníci FHS podílejí na různých vzdělávacích a obecně prospěšných činnostech mimo rámec vysokoškolského studia. Tak byl v letech 2002–2007 součástí FHS Instítut pro rehabilitaci zrakově postižených (IRZP), který vzdělával instruktory prostorové orientace pro nevidomé. V letech 2003–2007 realizovali pracovníci fakulty v mezinárodní spolupráci projekt Czechkid pro podporu výchovy v multikulturním prostředí.

### Mezinárodní styky
FHS UK má 100 dohod s různými evropskými univerzitami v rámci programu Erasmus i dalších, v roce 2019 vyslala 51 a přijala 179 studentů na nejméně semestrální pobyty. Pravidelně se podílí na semestrálním programu středoevropských studií UPCES (spolu s CERGE-EI), kterého se v roce 2019 účastnilo 86 amerických studentů.

## Vedení fakulty
Kolegium děkanky od roku 2023.
- doc. Věra Sokolová, M. A., Ph.D. - děkanka
- prof. Dr. phil. Pavel Himl - proděkan pro vědu a tvůrčí činnost
- Mgr. Josef Kružík, Ph.D. - proděkan pro studium
- Ing. Jana Jeníčková, Ph.D. - proděkanka pro doktorské studium a koordinaci
- doc. Veronika Čapská, Ph.D. - proděkanka pro zahraničí
- Mgr. Milan Hanyš, Ph.D. - proděkan pro rozvoj a projektovou činnost
- doc. Tereza Pospíšilová, Ph.D. - proděkanka pro akademické kvalifikace a kvalitu vzdělávání
- PhDr. Dana Bittnerová, CSc. - proděkanka pro vnitřní a vnější vztahy

Kolegium děkana od roku 2019 do roku 2023.
- Ing. arch. Mgr. Marie Pětová, Ph.D. – děkanka, odborná asistentka Katedry filosofie FHS UK
  - Mgr. Tomáš Holeček, Ph.D. – proděkan pro přijímací řízení v pregraduálním studiu a informační systémy, odborný asistent Katedry filosofie FHS UK
  - doc. MUDr. Iva Holmerová, Ph.D. – proděkanka pro zahraniční styky, docentka Katedry psychologie a věd o životě FHS UK
  - Ing. Jana Jeníčková, Ph.D. – proděkanka pro doktorská studia, vedoucí Pracoviště doktorských studií FHS UK
  - prof. Karel Novotný, M.A., Ph.D., DSc. – proděkan pro habilitační a jmenovací řízení, profesor Katedry filosofie FHS UK
  - doc. PhDr. Gabriela Seidlová Málková, Ph.D. – proděkanka pro vědu a výzkum, docentka Katedry psychologie a věd o životě FHS UK a Katedry psychologie PedF UK
  - Mgr. Jan Tuček, Ph.D. – proděkan pro rozvoj, odborný asistent Katedry historických věd FHS UK
  - Mgr. Richard Zika, Ph.D. – proděkan pro pregraduální studia, odborný asistent Katedry filosofie FHS UK
    - Mgr. Karel Strnad – tajemník
    - Mgr. Martin Vrabec, Ph.D. – člen kolegia, odborný asistent Katedry filosofie FHS UK
    - doc. Dr. phil. Mgr. Pavel Himl – předseda Akademického senátu FHS UK, docent Katedry historických věd FHS UK
    - doc. PhDr. Ladislav Benyovszky, CSc. – člen rozšířeného kolegia, docent Katedry filosofie FHS UK
    - doc. PhDr. Zdeněk Pinc – člen rozšířeného kolegia, docent Katedry filosofie FHS UK

## Významní učitelé
Na FHS UK pravidelně působí (nebo po delší dobu působili):
- prof. Jóhann Páll Árnason, sociologie a historie
- prof. Milena Bartlová, kulturní dějiny
- doc. Václav Břicháček, psychologie
- prof. Jan Bouzek, klasická archeologie
- prof. Lucie Doležalová, literatura, latinská medievistika
- prof. Helena Haškovcová, zdravotnická etika
- prof. Miloš Havelka, sociologie a dějiny myšlení
- doc. Iva Holmerová, sociální péče, gerontologie
- prof. Takeaki Hori, environmentalistika, oceánologie
- prof. Miroslav Hroch, historie
- doc. Zuzana Jurková, PhD., etnomuzikologie
- prof. Stanislav Komárek, etologie, dějiny vědy
- prof. Jaro Křivohlavý, psychologie zdraví
- prof. Miroslav Marcelli, filosofie médií
- prof. Bedřich Moldan, ekologie
- doc. Karel Müller, sociologie
- prof. Zdeněk Nešpor, sociologie, religionistika
- prof. Bohumil Palek, sémiotika
- prof. Jiří Pešek, historie
- prof. Miloslav Petrusek, sociologie
- prof. Miroslav Petříček, filosofie
- doc. Zdeněk Pinc, filosofie
- prof. Martin C. Putna, kulturní historie
- prof. Dan Shanahan, kognitivní lingvistika, anglistika
- prof. Vladimír Smékal, psychologie
- prof. Jan Sokol, filosofická antropologie
- prof. Petr Vopěnka, dějiny matematiky
- doc. František Vrhel, etnologie
- doc. Petr Zima, afrikanistika, sociolingvistika